# Крестовник днепровский
Крестовник днепровский (лат. Senecio borysthenicus) — многолетнее травянистое растение; вид рода Крестовник (Senecio) семейства Астровые (Asteraceae). По информации базы данных The Plant List, вид относится к роду Якобея (Jacobaea) и его правильное название — Jacobaea borysthenica (DC.) B.Nord. & Greuter, названия же Senecio borysthenicus (DC.) Andrz. ex Czern. и Senecio divaricatus Andrz. входят в синонимику вида.

## Ботаническое описание
Многолетник.
Корневище вертикальное или восходящее, укороченное.
Стебли в числе нескольких, прямостоячие, слегка извилистые, тонкоребристые, с половины, или только наверху, ветвистые, с косо вверх направленными ветками, паутинисто опушённые или иногда почти голые, в нижней половине обыкновенно фиолетово-окрашенные, 30—90 см высотой.
Прикорневые и нижние стеблевые листья рано увядающие на длинных, равных пластинке черешках; пластинка в очертании продолговатая, 5—10 см длиной и 2—4 см шириной, дважды-трижды перисторассечённая, с линейными долями последнего порядка 3—10 мм длиной и 0,5—1(3) мм шириной, средние стеблевые листья сходны с прикорневыми, но более мелкие, на коротких черешках, верхние сидячие; все листья паутинисто опушённые или иногда почти голые.
Корзинки многочисленные, наверху стебля и ветвей, образующие метельчатое или почти рыхло-щитковидное соцветие; обёртка колокольчатая, 5—7 мм длиной и вверху почти такой же ширины, на цветоносах 1—4 см длиной, снабжённых мелкими верхушечными листьями; наружные листочки обёртки в числе одного — пяти, линейные, заострённые, вдвое короче внутренних, последние продолговатые, зеленоватые, по краям беловатые, на спинке с более тёмноокрашенной полоской; язычковые цветки в числе 10—15, продолговато-линейные, почти в два раза длиннее обёртки.
Семянки цилиндрические, ребристые, краевые голые, без хохолка, внутренние тонко опушённые, с остающимся хохолком около 2,5 мм длиной.

## Распространение и местообитание
Ареал — Европа: берега Днепра, Дона, Днестра; Крым, Бессарабия.
Растёт на приречных песках, в песчаных степях и в песчаных борах.

## Охранный статус

### На Украине
Решением Луганского областного совета № 32/21 от 03.12.2009 г. входит в «Список регионально редких растений Луганской области».
Также входит в Красную книгу Донецкой области.
Встречается в Дунайском биосферном заповеднике, в отделении Луганского природного заповедника «Трёхизбенская степь», заказнике Берёзовые колки.